# Cheung Chau Broodjesfestival

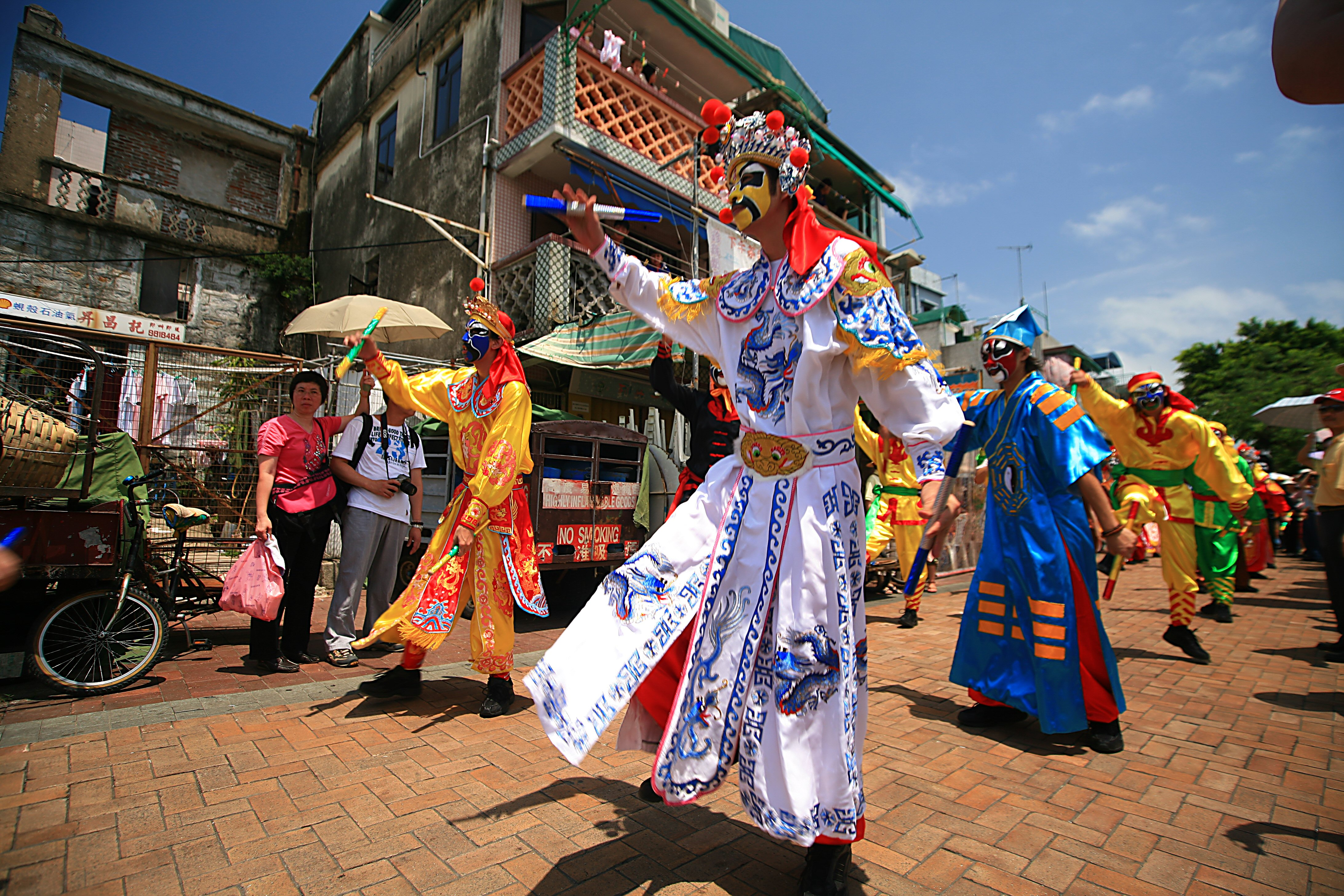
Parade van verklede mensen

Cheung Chau Broodjesfestival is de jaarlijkse taipingqingjiao van het Hongkongse eiland Cheung Chau.
Cheung Chau Broodjesfestival trekt elk jaar duizenden Hongkongse en niet-Hongkongse toeristen naar het eiland Cheung Chau. Het wordt elk jaar op de achtste dag van de vierde maand in de Chinese kalender gehouden (dit is meestal in mei). De feestdag valt toevallig op dezelfde dag als Boeddha's verjaardag. Daarmee blijft het een taoïstisch festival waarbij kinderen in traditionele kleding op wagens worden rondgereden. Dit is het hoofdbestanddeel van het festival. Het broodjes eten is een bijkomende attractie.
Het feest begon als een smeekbede aan de Chinese goden om het eiland te preventeren van piratenaanvallen. Dit wordt heden vaak vergeten. Het is nu meer een uitbeelding van de traditioneel Chinese cultuur.
Tijdens het festival worden er parades, leeuwendansen, suilindansen en qilindansen gehouden. Ook is het voedsel op het gehele eiland vegetarisch, zelfs de McDonald's doet eraan mee. Iets typisch Cheung Chaus zijn de broodjesbergen die tijdens het feest worden gebouwd.
De broodjesbergen hebben een kegelvorm en zijn geconstructueerd door lange dikke bamboestokken. Doeken worden de stokken gebonden en op de doeken worden Cheung Chaubroodjes geplakt. Aan het eind van Cheung Chau Broodjesfestival worden deze "bergen" beklommen en pakken de deelnemers zo veel mogelijk broodjes. Deze worden geteld en er wordt dan een winnaar bekendgemaakt. Hoe hoger de Cheung Chaubroodjes liggen, hoe kostbaarder ze zijn. Daarom racen de deelnemers gelijk na het startsein naar boven om daar zo veel mogelijk broodjes te pakken. Tijdens de race van 1978 viel een van de drie broodjesbergen om en veroorzaakte meer dan honderd gewonden.
De Cheung Chaubroodjes brengen volgens lokale mensen rust en vrede. De broodjes worden boven de deurpost geplakt om boze geesten te weren. Veelal ouderen rapen de overgebleven broodjes na het Cheung Chau Broodjesfestival van de grond. De broodjes helen volgens bijgeloof van de lokale ouderen ziektes. De broodjes worden in de zon gedroogd. Als iemand ziek is, wordt het gedroogde broodje in heet water geweekt en opgegeten. Omdat vele broodjes na het festival soms al beginnen te rotten, wordt tegenwoordig uit hygiënisch oogpunt gratis broodjes aan ouderen uitgedeeld om te voorkomen dat ze rotte broodjes oprapen en bewaren.

## Geschiedenis
Een verhaal over de origine van het festival is dat in de 18e eeuw op het eiland Cheung Chau een pandemie heerste. Ook waren er regelmatig piratenaanvallen. Deze plagen stopten, toen vissers een afbeelding van Pak Tai naar het eiland brachten. De afbeelding werd door de dorpjes gedragen en de duivelse geesten werden verjaagd. Dorpelingen verkleedden zich ook als een bepaalde Chinese god. Het zijn grote pakken die soms wel drie meter lang kunnen zijn.

## Goden die worden vereerd tijdens het festival
- Pak Tai
- Tin Hau
- Guanyin
- Hong Sheng